# Deutsch-Russische Freundschaftsgruppe des Bundesrates

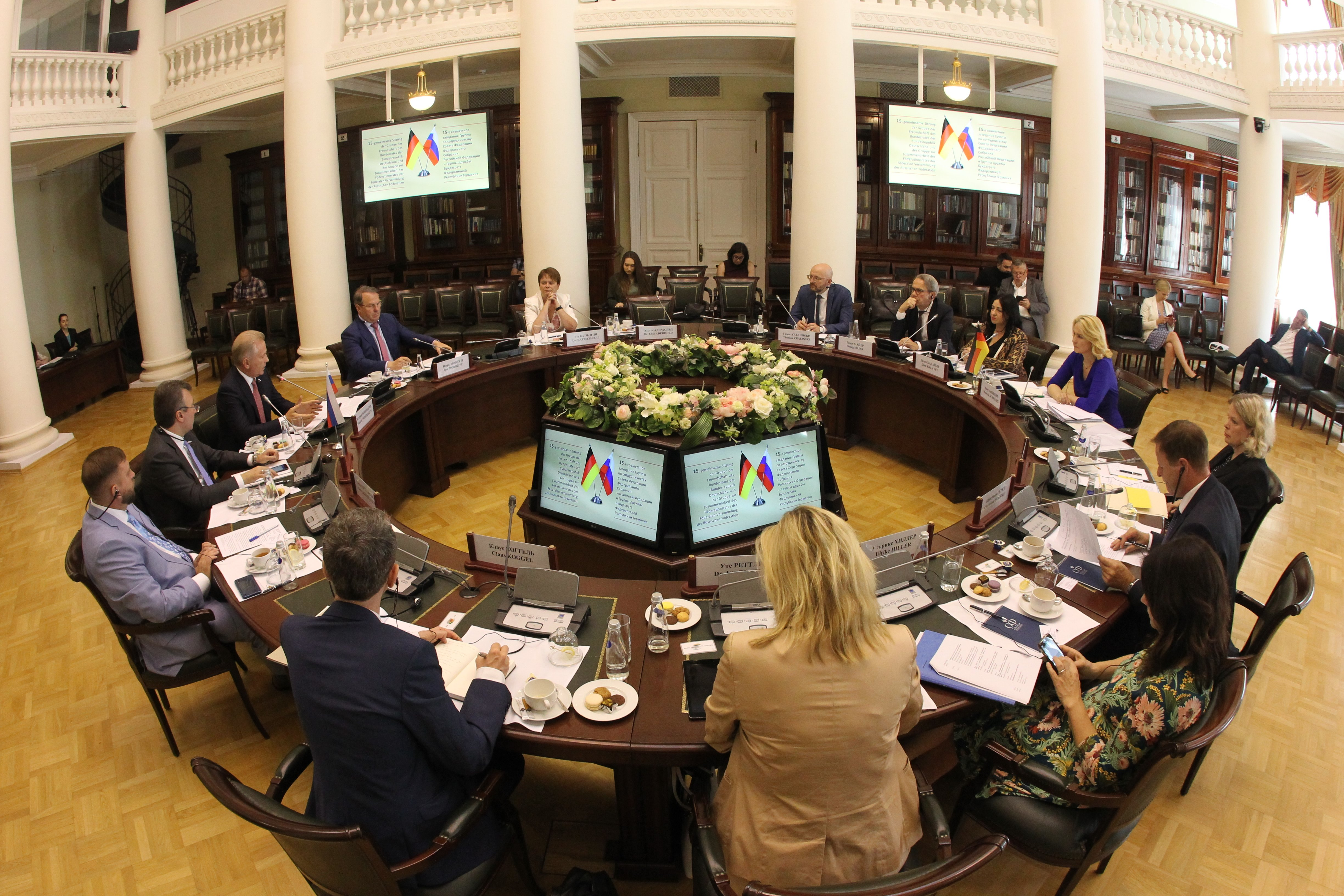
15. Treffen der Freundschaftsgruppen im Taurischen Palais, St. Petersburg

Die Deutsch-Russische Freundschaftsgruppe des Bundesrates bestand von Juli 1999 bis zum 8. April 2022. Aufgabe der Freundschaftsgruppe war es, Erfahrungen und Informationen zwischen dem Bundesrat (Deutschland) und dem Föderationsrat (Russland) auszutauschen und politische Themen zu erörtern. Der wechselseitige Kontakt sollte die regionalen Kontakte zwischen den deutschen Ländern und den russischen Subjekten verstärken. Die Auflösung erfolgte, nachdem Wladimir Putin einen Angriffskrieg auf das gesamte Staatsgebiet der Ukraine befohlen hatte.

## Gründung und Zweck
Die Freundschaftsgruppen des Bund- und Föderationsrates hatten sich im Juli 1999 konstituiert. Am 18. September 2000 vereinbarten der damalige Präsident des Bundesrates, Kurt Biedenkopf, und der damalige Vorsitzende des Föderationsrates, Jegor Strojew, ein Treffen der jeweiligen Freundschaftsgruppen im jährlichen Wechsel. Dabei sollte ein Erfahrungs- und Interessenaustausch erfolgen, um Funktion und Wirkungsweise der beiden Verfassungsorgane sowie beiderseits interessierende politische Fragen zu erörtern.

## Treffen
Das 15. Treffen der Deutsch-Russischen Freundschaftsgruppen fand vom 7. bis 9. Juni 2019 in St. Petersburg statt. Vorsitzende der deutschen Delegation war Manuela Schwesig. Im Mittelpunkt des Treffens standen Umwelt- und Wirtschaftsfragen.
Das 14. Treffen fand am 3. und 4. Juli 2018 in Schwerin auf Einladung von Manuela Schwesig statt. Themen dieses Treffens waren die Integration von behinderten Menschen in den Arbeitsmarkt, die Situation der Russlanddeutschen sowie Regionale Partnerschaften.

## Mitglieder aus Bundes- und Föderationsrat

### Deutsch-Russische Freundschaftsgruppe Bundesrat
Vorsitz

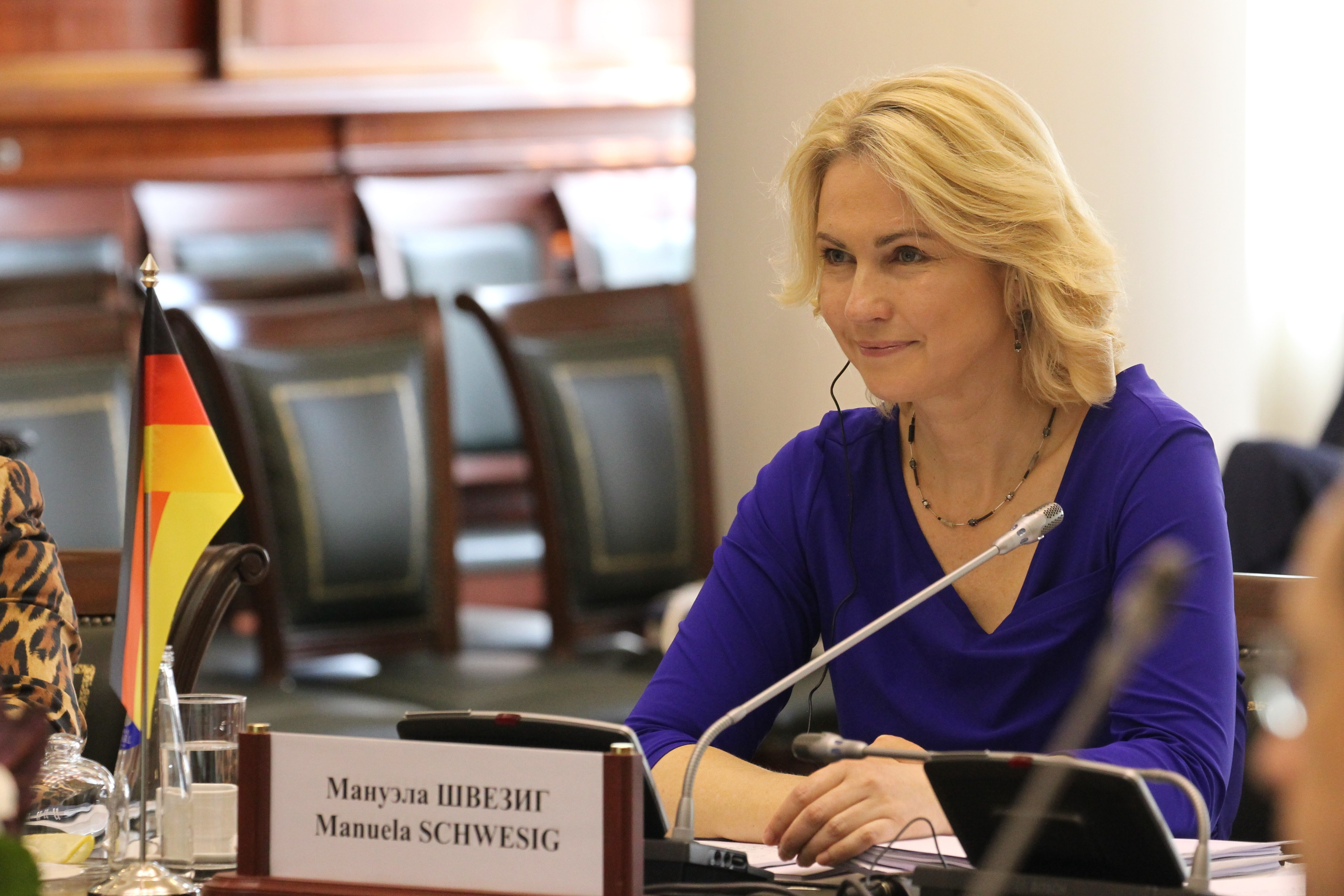
Vorsitzende M. Schwesig beim 15. Treffen in Russland

- Manuela Schwesig (* 1974), SPD, letzte Vorsitzende bis zur Auflösung[6]
- Matthias Platzeck (* 1953), SPD, 2010 bis 2013 Vorsitzender
- Dieter Althaus (* 1958), CDU, zeitweise Vorsitzender[7]
- Manfred Stolpe (1936–2019), SPD, zeitweise Vorsitzender[8]
- Stanislaw Tillich (* 1959), CDU, zeitweise Vorsitzender[9]
- Bernhard Vogel (1932–2025), CDU, zeitweise Vorsitzender[10]

Mitglieder
- Astrid-Sabine Busse (* 1957), SPD
- Sebastian Gemkow (* 1978), CDU
- Stephan Holthoff-Pförtner (* 1948), CDU
- Melanie Huml (* 1975), CSU
- Olaf Joachim (* 1965), SPD
- Winfried Kretschmann (* 1948), Bündnis 90/Die Grünen
- Michael Kretschmer (* 1975), CDU, Ministerpräsident des Freistaates Sachsen
- Roger Lewentz (* 1963), SPD
- Georg Maier (* 1967), SPD
- Almut Möller (* 1977), SPD
- Simone Oldenburg (* 1969), Die Linke
- Boris Pistorius (* 1960), SPD
- Lucia Puttrich (* 1961), CDU
- Sven Schulze (* 1979), CDU
- Jörg Steinbach (* 1956), SPD
- Peter Strobel (* 1970), CDU
- Sabine Sütterlin-Waack (* 1958), CDU

Stellvertretende Mitglieder
- Katja Kipping (* 1978), Die Linke
- Thomas Strobl (* 1960), CDU

### Deutsch-Russische Freundschaftsgruppe Föderationsrat
Vorsitz
- Waleri Ponomarjow (* 1959)

Mitglieder
- Waleri Wassiljew
- Alexei Kondratjew
- Wiktor Kress (* 1948)
- Igor Morosow
- Boris Newsorow
- Elena Popowa
- Eduard Rossel (* 1937)
- Michail Schetinin